# Salmo 71
Il salmo 71 (70 secondo la numerazione greca) costituisce il settantunesimo capitolo del Libro dei salmi.